# كأس ألمانيا 2023–24
كأس ألمانيا 2023–24 هو الموسم الحادي والثمانين من مسابقة كأس كرة القدم الألمانية السنوية. شارك في المسابقة أربعة وستون فريقًا، بما في ذلك جميع الفرق من الدوري الألماني والدوري الألماني الدرجة الثانية في العام السابق. بدأت المنافسة في 11 أغسطس 2023 بالجولة الأولى من ست جولات وانتهت في 25 مايو 2024 بالمباراة النهائية في الملعب الأوليمبي في برلين ، وهو مكان محايد اسميًا، والذي استضاف النهائي منذ عام 1985.  يُعتبر كأس ألمانيا ثاني أهم لقب للأندية في كرة القدم الألمانية بعد بطولة الدوري الألماني. يتم إدارة بطولة كأس الاتحاد الألماني لكرة القدم (DFB).
كان حامل اللقب مرتين هو فريق آر بي لايبزيج من الدوري الألماني ، بعد أن هزم آينتراخت فرانكفورت 2-0 في النهائي السابق ،  ولكن تم إقصاؤه في الجولة الثانية على يد فولفسبورج . حقق باير ليفركوزن لقبه الثاني بعد فوزه على ضيفه نادي كايزرسلاوترن 1–0 في النهائي . 
كان من المفترض أن يتأهل الفائز بكأس ألمانيا تلقائيًا إلى مرحلة الدوري في نسخة 2024-2025 من الدوري الأوروبي . ومع ذلك، كان ليفركوزن قد تأهل بالفعل إلى دوري أبطال أوروبا باعتباره بطل الدوري الألماني، لذلك ذهب مكانه إلى الفريق صاحب المركز السادس، بينما ذهبت بطاقة الدور الفاصل لبطولة الدوري الأوروبي إلى الفريق صاحب المركز السابع. كما تأهل ليفركوزن إلى نسخة 2024 من كأس السوبر الألماني في بداية الموسم التالي، حيث واجه وصيف الدوري الألماني 2023-24 ، شتوتجارت .